# IJsbanen van Obihiro
De ijsbanen van Obihiro zijn drie schaatsbanen in de Japanse stad Obihiro in de subprefectuur Tokachi (Hokkaido).

## Meiji Hokkaido-Tokachi Oval
In 2009 werd er in Obihiro een nieuwe overdekte ijsbaan geopend, de Meiji Hokkaido-Tokachi Oval (明治北海道十勝オーバル, Meiji Hokkaido-Tokachi Ōbaru). In 2010 werd er het WK Sprint verreden, dat in eerste instantie was toegewezen aan de ijsbaan van Helsinki. Eind maart 2024 staat de baan op de 17e plaats in de lijst van snelste ijsbanen ter wereld.

### Grote wedstrijden
Internationale kampioenschappen
- 2010 - WK sprint
- 2012 - WK junioren
- 2017 - Aziatische Winterspelen

Continentale kampioenschappen
- 2010 - CK Azië

Wereldbekerwedstrijden
- 2010/2011 - Wereldbeker 5 sprint
- 2014/2015 - Wereldbeker 1
- 2018/2019 - Wereldbeker 1
- 2023/2024 - Wereldbeker 1

Nationale kampioenschappen
- 2010 - JK allround
- 2012 - JK sprint
- 2015 - JK allround
- 2016 - JK sprint
- 2017 - JK allround

### Baanrecords
| Afstand              | Schaatser                                           | Land | Tijd     | Datum         |
| -------------------- | --------------------------------------------------- | ---- | -------- | ------------- |
| 500 m                | Yuma Murakami                                       | JPN  | 34,47    | 28-12-2020    |
| 1000 m               | Pavel Koelizjnikov                                  | RUS  | 1.07,85  | 18-11-2018    |
| 1500 m               | Denis Joeskov                                       | RUS  | 1.44,55  | 17-11-2018    |
| 3000 m               | Sverre Lunde Pedersen                               | NOR  | 3.46,70  | 02-03-2012    |
| 5000 m               | Patrick Roest                                       | NED  | 6.10,99  | 12-11-2023    |
| 10.000 m             | Ryosuke Tsuchiya                                    | JPN  | 13.14,89 | 30-12-2020    |
| Ploegenachtervolging | Sander Eitrem Peder Kongshaug Sverre Lunde Pedersen | NOR  | 3.40,83  | 11-11-2023    |
| 2×500 m              | Tadashi Obara                                       | JPN  | 70,580   | 14-11-2009    |
| Sprintvierkamp       | Tatsuya Shinhama                                    | JPN  | 138,735  | 29/30-12-2018 |
| Kleine vierkamp      | Sverre Lunde Pedersen                               | NOR  | 150,616  | 02-03-2012    |
| Grote vierkamp       | Lee Seung-hoon                                      | KOR  | 152,940  | 09-01-2010    |

| Afstand              | Schaatsster                        | Land | Tijd    | Datum         |
| -------------------- | ---------------------------------- | ---- | ------- | ------------- |
| 500 m                | Nao Kodaira                        | JPN  | 37,23   | 23-09-2017    |
| 1000 m               | Miho Takagi                        | JPN  | 1.14,02 | 29-12-2020    |
| 1500 m               | Miho Takagi                        | JPN  | 1.54,08 | 30-12-2020    |
| 3000 m               | Ragne Wiklund                      | NOR  | 4.01,88 | 12-11-2023    |
| 5000 m               | Momoka Horikawa                    | JPN  | 7.05,44 | 29-12-2023    |
| Ploegenachtervolging | Ayano Sato Miho Takagi Nana Takagi | JPN  | 2.57,80 | 16-11-2018    |
| 2×500 m              | Nao Kodaira                        | JPN  | 77,120  | 07-11-2014    |
| Sprintvierkamp       | Nao Kodaira                        | JPN  | 150,315 | 29/30-12-2018 |
| Minivierkamp         | Miho Takagi                        | JPN  | 153,497 | 30-12-2020    |
| Kleine vierkamp      | Miho Takagi                        | JPN  | 159,220 | 30-12-2020    |

## No Mori Skating Centre
Het No Mori Skating Centre is de eerste ijsbaan in de geschiedenis van Obihiro, het is een onoverdekte kunstijsbaan.

### Grote wedstrijden
Internationale kampioenschappen
- 1990 Wereldkampioenschap junioren

Continentale kampioenschappen
- 1997 Aziatische kampioenschappen afstanden
- 1998 Aziatische kampioenschappen afstanden

Wereldbekerwedstrijden
- 1994/1995 - Wereldbeker 2 sprint
- 1994/1995 - Wereldbeker 3 sprint

Nationale kampioenschappen
- 1987 - JK allround
- 2005 - JK allround
- 2007 - JK sprint

## Oude natuurijsbaan
Van 1959 tot 1985 lag er in de heuvels buiten Obihiro een natuurijsbaan.